# Eriogonum codium
Eriogonum codium är en slideväxtart som beskrevs av J.L. Reveal, F. Caplow & K. Heck. Eriogonum codium ingår i släktet Eriogonum och familjen slideväxter. Inga underarter finns listade i Catalogue of Life.